# Ryuzo Kitajima
Ryuzo Kitajima (北島 隆三, Kitajima Ryūzō, Kobe, 23 de outubro de 1985) é um ginete japonês.

## Carreira
Ele participou dos Jogos Olímpicos de Verão de 2016 no Rio de Janeiro, onde desistiu durante a competição individual. Ele participou dos Jogos Olímpicos de Verão de 2024 em Cekatinka. Depois que Cekatina foi realizada na inspeção veterinária no dia do salto, Kitajima desistiu da competição, o que gerou 20 pontos de penalização para a equipe japonesa, que, apesar disso, conquistou a medalha de bronze.
Kitajima também competiu nos Jogos Asiáticos de 2014. Ele ganhou uma medalha de prata no evento por equipes e ficou em 6º lugar individualmente.